# Liana Liberato
Liana Daine Liberato (Galveston, 1995. augusztus 20. –) amerikai színésznő. 

## Élete és pályafutása
A texasi Galvestonban született, George és Rhondelle Liberato lánya. Cseh, angol, francia, ír és 1/32 részben olasz származású. 
A 2014-es a Vissza hozzád című filmben a női főszereplő fiatalabb énjét alakította. 2010-ben a Bizalom, 2012-ben pedig a Likvidálva című filmben játszott.
2018–2019 között főszerepet játszott a Hulu Könnyű, mint a pehely című thrillersorozatában. McKenna Brady szerepében két jelölést kapott Daytime Emmy-díjra: legjobb női főszereplő digitális nappali drámasorozatban (2019) és legjobb főszereplő nappali műsorban (2020).

## Magánélete
2020 júliusában jegyezte el barátja, Tommy O’Brien. 2021 márciusában házasodtak össze.

## Filmográfia

### Film
| Év   | Magyar cím         | Eredeti cím              | Szerep                   | Magyar hang     |
| ---- | ------------------ | ------------------------ | ------------------------ | --------------- |
| 2007 |                    | The Last Sin Eater       | Cadi Forbes              |                 |
| 2007 | Biztos kikötő      | Safe Harbour             | Philippa "Pip" MacKenzie | Czető Zsanett   |
| 2010 | Bizalom            | Trust                    | Annie Cameron            |                 |
| 2011 | Túszjátszma        | Trespass                 | Avery Miller             | Talmács Márta   |
| 2012 | Likvidálva         | Erased                   | Amy Logan                | Pekár Adrienn   |
| 2012 | Bízz a szerelemben | Stuck in Love            | Kate                     | Szentesi Dóra   |
| 2013 | Jake a négyzeten   | Jake Squared             | Joanne fiatalon          |                 |
| 2013 |                    | Free Ride                | MJ                       |                 |
| 2013 |                    | Haunt                    | Samantha Richards        |                 |
| 2014 | Ha maradnék        | If I Stay                | Kim Schein               | Berkes Boglárka |
| 2014 | Vissza hozzád      | The Best of Me           | Amanda Collier fiatalon  | Czető Zsanett   |
| 2016 | Kedves Eleanor     | Dear Eleanor             | Ellie Potter             | Berkes Boglárka |
| 2017 |                    | Novitiate                | Emily nővér              |                 |
| 2017 |                    | To the Bone              | Kelly                    |                 |
| 2017 |                    | 1 Mile to You            | Henny                    |                 |
| 2017 |                    | Isabel (rövidfilm)       | Isabel                   |                 |
| 2017 |                    | Nobody Knows (rövidfilm) | Cheyenne Bridell         |                 |
| 2018 | A megmérettetés    | Measure of a Man         | Michelle Marks           |                 |
| 2018 |                    | Banana Split             | Clara                    |                 |
| 2019 | A csillagokig      | To the Stars             | Maggie Richmond          | Berkes Boglárka |
| 2019 |                    | The Beach House          | Emily                    |                 |
| 2022 |                    | Dig                      | Lola                     |                 |
| 2023 | Sikoly VI.         | Scream VI                | Quinn Bailey             | Mentes Júlia    |
| 2023 | Gyilkos a múltból  | Totally Killer           | Tiffany Clark            |                 |
| 2023 |                    | Hidden Exposure          | Sabina                   |                 |

### Televízió
| Év        | Magyar cím              | Eredeti cím             | Szerep                 | Megjegyzések                                |
| --------- | ----------------------- | ----------------------- | ---------------------- | ------------------------------------------- |
| 2005      |                         | The Inside              | Dina Presley           | 1 epizód                                    |
| 2005      | Döglött akták           | Cold Case               | Charlotte Jones (1963) | 1 epizód                                    |
| 2005      | CSI: Miami helyszínelők | CSI: Miami              | Amy Manning            | 1 epizód                                    |
| 2008      | Doktor House            | House                   | Jane                   | 1 epizód                                    |
| 2008–2009 | Kemény motorosok        | Sons of Anarchy         | Tristen Oswald         | 2 epizód                                    |
| 2012      |                         | Paradise Drive          | Liana                  | 1 epizód                                    |
| 2018–2019 | Könnyű, mint a pehely   | Light as a Feather      | McKenna Brady          | - főszereplő - magyar hangja: - Csuha Bori  |
| 2018–2019 | Könnyű, mint a pehely   | Light as a Feather      | Jennifer Brady         | visszatérő szereplő                         |
| 2020      |                         | A Million Little Things | Kai                    | 2 epizód                                    |
| 2023      | Igaz történet alapján   | Based on a True Story   | Tory Thompson          | - főszereplő - magyar hangja: - Gulás Fanni |

### Videóklipek
| Év   | Előadó               | Cím             |
| ---- | -------------------- | --------------- |
| 2008 | Miley Cyrus          | 7 Things        |
| 2011 | Nat & Alex Wolff     | Maybe           |
| 2018 | Kygo ft. OneRepublic | Stranger Things |

## Díjak és jelölések
| Év   | Díj                                         | Kategória                                                | Film                  | Eredmény | Hiv.  |
| ---- | ------------------------------------------- | -------------------------------------------------------- | --------------------- | -------- | ----- |
| 2011 | Silver Hugo-díj                             | legjobb színésznő                                        | Bizalom               | Elnyerte |       |
| 2011 | Chicagói Filmkritikusok Szövetségének díjai | legígéretesebb előadóművész                              | Bizalom               | Jelölve  | [ 6 ] |
| 2011 | Női filmkritikusok köre                     | legjobb fiatal színésznő                                 | Bizalom               | Jelölve  | [ 7 ] |
| 2019 | Daytime Emmy-díj                            | legjobb női főszereplő digitális nappali drámasorozatban | Könnyű, mint a pehely | Jelölve  | [ 8 ] |
| 2020 | Daytime Emmy-díj                            | legjobb főszereplő nappali műsorban                      | Könnyű, mint a pehely | Jelölve  | [ 9 ] |

## Fordítás
- Ez a szócikk részben vagy egészben  a   Liana Liberato című angol Wikipédia-szócikk ezen változatának fordításán alapul.  Az eredeti cikk szerkesztőit annak laptörténete sorolja fel. Ez a jelzés csupán a megfogalmazás eredetét és a szerzői jogokat jelzi, nem szolgál a cikkben szereplő információk forrásmegjelöléseként.